# Национальная ассамблея Намибии
Национа́льная ассамбле́я Нами́бии (англ. National Assembly of Namibia) — нижняя палата двухпалатного парламента страны (верхней палатой является Национальный Совет Намибии). С 2014 года Национальная ассамблея насчитывает 104 места: 96 мандатов избираются по пропорциональной системе, 8 назначаются президентом.
По итогам выборов 27 ноября 2019 года состав Национальной ассамблеи Намибии следующий:
| Партии                                             | Голосов | %     | Мест | +/- |
| -------------------------------------------------- | ------- | ----- | ---- | --- |
| СВАПО                                              | 536.861 | 65,45 | 63   | -14 |
| Народно-демократическое движение                   | 136.576 | 16,65 | 16   | +11 |
| Движение безземельного народа                      | 38.956  | 4,75  | 4    | +5  |
| Демократическая организация национального единства | 16.066  | 1,96  | 2    | 0   |
| Всенародная партия                                 | 14.664  | 1,79  | 2    | 0   |
| Объединённый демократический фронт                 | 14.644  | 1,79  | 2    | 0   |
| Республиканская партия                             | 14.546  | 1,77  | 2    | +1  |
| Намибийские борцы за экономическую свободу         | 13.580  | 1,66  | 2    | +2  |
| Объединение за демократию и прогресс               | 8.953   | 1,09  | 1    | -2  |
| Христианско-демократический голос                  | 5.841   | 0,71  | 1    | +1  |
| СВАНУ                                              | 5.330   | 0,65  | 1    | 0   |
| Назначенные депутаты                               |         |       | 8    |     |
| 820.227                                            | 100,0   | 104   | —    |     |
| Источник: Избирательная комиссия Намибии           |         |       |      |     |